# Научно-практический клинический центр диагностики и телемедицинских технологий Департамента здравоохранения Москвы
ГБУЗ Научно-практический клинический центр диагностики и телемедицинских технологий Департамента здравоохранения города Москвы — телемедицинская организация, которая обеспечивает научную, технологическую, учебную, организационную и методологическую поддержку служб лучевой диагностики Москвы и регионов России.
Специализируется на лучевой и инструментальной диагностике: дистанционном описании рентгенологических и радиологических исследований, проведении аудитов, организационной и методической поддержке медицинских организаций, подведомственных Департаменту здравоохранения города Москвы, совершенствовании нормативной базы, внедрении инновационных технологий в здравоохранение, контроле работы диагностического оборудования и соблюдении норм радиационной безопасности, обучении и профессиональной переподготовке врачей и среднего медицинского персонала.

## История
Центр работает в национальной системе здравоохранения с 1 августа 1996 года, первоначальное название — Научно-практический центр медицинской радиологии Департамента здравоохранения города Москвы. В 2019 году был переименован в Научно-практический клинический центр диагностики и телемедицинских технологий Департамента здравоохранения города Москвы.
Ведет свою историю с конца 1960-х годов, когда в Москве была создана рентгеновская станция при городской клинической больнице № 1 (основная деятельность — проверка технического оснащения рентгено-радиологических кабинетов).
В 1976 году станция была реорганизована в Городское рентгено-радиологическое отделение (ГоРРО). Возглавил организацию Георгий Тимофеевич Гуреев. Без согласования с ГоРРО не допускалось распределение фондов на финансирование и проектирование рентгенкабинетов в Москве, их оснащение аппаратурой и химическими реактивами, врачи отделения были закреплены в качестве кураторов во всех районных и ведомственных службах лучевой диагностики.
Во время Перестройки ГоРРО было реорганизовано в Диагностический Центр № 3, руководителем которого стал Юрий Викторович Варшавский. В 1996 году учреждение было преобразовано в Научно-практический центр медицинской радиологии Департамента здравоохранения города Москвы. Руководителем организации на протяжении многих лет оставался Юрий Викторович Варшавский, позже Центр возглавляли Виктор Юрьевич Босин и Александр Игоревич Громов.
С декабря 2015 года Центр диагностики и телемедицины находился под управлением Сергея Павловича Морозова, главного внештатного специалиста по лучевой и инструментальной диагностике Департамента здравоохранения города Москвы и Минздрава России по ЦФО, председателя Московского регионального отделения Российского общества рентгенологов и радиологов (МРО РОРР).
В апреле 2022 года в должность директора Центра диагностики и телемедицины Департамента здравоохранения Москвы вступил Юрий Александрович Васильев, главный внештатный специалист по лучевой и инструментальной диагностике Департамента здравоохранения Москвы, член правления Московского регионального отделения Российского общества рентгенологов и радиологов.
С 1995 по 2017 год в Центре диагностики и телемедицины работал советский и российский рентгенолог Леонид Давидович Линденбратен, в разные годы — в качестве руководителя отдела организации подготовки специалистов, руководителя отдела мониторинга состояния службы лучевой диагностики, руководителя отделения усовершенствования специалистов лучевой диагностики, главного научного сотрудника отдела развития непрерывного профессионального образования.

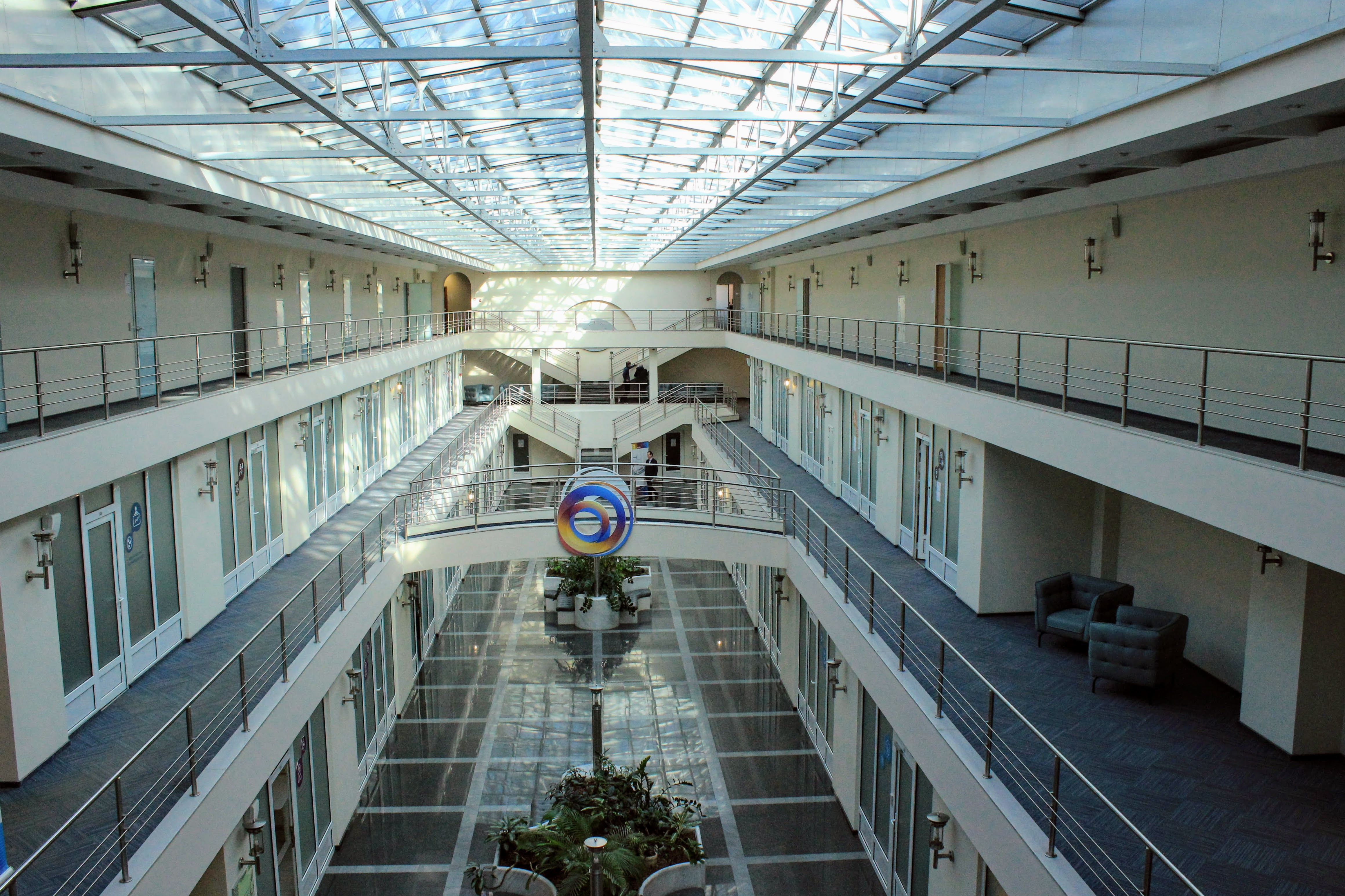
Здание Центра изнутри. Галерея, в которую выходят кабинеты 3-го, 4-го и 5-го этажей.

## Подразделения

#### Московский референс-центр лучевой диагностики
Телемедицинский рентгенологический центр, организованный в системе государственного здравоохранения, создан в 2020 году. Объединяет врачей-рентгенологов, которые дистанционно выполняют первичные описания и предоставляют второе мнение по сложным случаям для цифровых рентгенологических исследований, проведенных во всех амбулаторных медицинских организациях Москвы и отдельных учреждениях некоторых других субъектов России. Работает круглосуточно, благодаря чему время протоколы исследований доступны направляющим врачам и пациентам в течение часа после их выполнения.

#### Научная дирекция
Подразделение занимается прикладными исследованиями в областях лучевой и инструментальной диагностики всех модальностей, радиомики и радиогеномики, технологий искусственного интеллекта, Big Data.
Исследовательская команда включает врачей, физиков, математиков, программистов, но работает над совместными проектами и с представителями других областей знаний — палеонтологами, искусствоведами. Сотрудничает с федеральными и региональными российскими научными учреждениями, научными организациями и отдельными экспертами других стран.
С 2019 года совместно с группой ЦРТ внедряет в поликлинические отделения лучевой и ультразвуковой диагностики технологии распознавания речи для голосового ввода врачебных заключений. С 2020 года под контролем сотрудников дирекции и по разработанной ими методологии проводится московский Эксперимент по внедрению инструментов компьютерного зрения в лучевую диагностику. В 2020 году команда опубликовала в открытом доступе крупнейший в мире датасет обезличенных КТ-исследований органов грудной клетки пациентов с лабораторно подтвержденным COVID-19, предназначенный для валидации и обучения медицинского искусственного интеллекта.
Ключевые научные исследования
- Моделирование процессов диффузии в магнитно-резонансной томографии[20]
- Ход угловой артерии в средней трети лица: значение для хирургических и малоинвазивных процедур[21]
- Количественные параметры МРТ ПЭТ/КТ с 18 F-ФДГ в прогнозировании исхода и молекулярного типа рака молочной железы: первое исследование[22]
- Потеря объёма свода черепа и старение лица: исследование на основе компьютерной томографии[23]
- Телемедицинская система контроля качества и экспертной оценки в радиологии[24]
- Клинические испытания программного обеспечения на основе интеллектуальных технологий (лучевая диагностика)[25]
- Лучевая диагностика коронавирусной болезни: организация, методология, интерпретация результатов[26]
- Набор смоделированных диагностических изображений для технического тестирования разработок на основе компьютерного зрения[27]
- Дашборд для мониторинга работы сервисов, основанных на использовании искусственного интеллекта, в здравоохранении[28]
- Основы менеджмента медицинской визуализации[29]

#### Испытательная лаборатория
Аккредитованная испытательная лаборатория проводит исследования и испытания продукции, объектов и факторов окружающей и производственной среды, медицинского и другого оборудования, являющегося источником ионизирующего излучения или содержащего такие источники (дозиметрический контроль). Собирает и анализирует статистические данные по работе службы лучевой и инструментальной диагностики Департамента здравоохранения города Москвы. Рассчитывает эффективные дозы облучения пациентов при проведении рентгенологических медицинских исследований.

#### Учебный центр
Разрабатывает очные и дистанционные курсы, программы профессиональной переподготовки, мастер-классы, вебинары, программы аттестации для врачей лучевой и инструментальной диагностики и рентгенолаборантов. Выдает удостоверения установленного образца и начисляет баллы НМО.За пять лет обучил более 150 тыс. специалистов. Сотрудничает с более чем 120 экспертами из России, стран ближнего зарубежья, США и Западной Европы.
Во время пандемии COVID-19 открыл бесплатный доступ к дистанционным курсам по лучевой и ультразвуковой диагностике заболеваний органов грудной клетки, чтобы подготовить врачей к вызовам пандемии.
Выступает соорганизатором серии форумов «Онлайн-диагностика 3.0» — бесплатного научно-образовательного мероприятия для рентгенологов, радиологов, врачей ультразвуковой и функциональной диагностики, заведующих отделениями лучевой диагностики, рентгенолаборантов, медицинских сестер, разработчиков алгоритмов искусственного интеллекта и организаторов здравоохранения из России и других стран. Программа форума подается на аккредитацию в координационный совет по развитию непрерывного медицинского образования Минздрава России.

## Проекты

#### Единый радиологический информационный сервис
ЕРИС — информационно-аналитическая система, к которой подключены все отделения лучевой диагностики бюджетных медицинских учреждений Москвы. Предназначена для объединения цифровой диагностической аппаратуры, дистанционной интерпретации рентгенологических исследований, хранения медицинских изображений и врачебных заключений, контроля загрузки и качества работы диагностического оборудования, повышения эффективности лучевой диагностики в Москве. Проект реализуется с 2015 года. В 2018 году сервис был интегрирован с ЕМИАС для обмена медицинской информацией между направляющими врачами и рентгенологами. Позже данные из сервиса также начали загружаться в электронную медицинскую карту пациента.

#### Эксперимент по применению компьютерного зрения в лучевой диагностике
Эксперимент по использованию инновационных технологий в области компьютерного зрения для анализа медицинских изображений — научное исследование возможности использования в системе здравоохранения города Москвы методов поддержки принятия решений на основе результатов анализа данных с применением передовых инновационных технологий. Проводится с конца 2019 года на платформе ЕРИС. Одним из результатов эксперимента стала разработка национальных стандартов для искусственного интеллекта в здравоохранении. Сервисы на основе искусственного интеллекта анализируют обезличенные исследования и выделяют на них области возможных патологий цветовыми подсказками. Результаты обработки врачи видят в ЕРИС ЕМИАС вместе с оригинальным исследованием. Первоначально в эксперимент входили сервисы автоматического анализа компьютерных томограмм (в том числе НДКТ), рентгеновских снимков, флюорограмм и маммограмм для диагностики рака легкого, рака молочной железы, COVID-19. В 2021 году к эксперименту начали подключать новые сервисы для решения 10 клинических задач в области онкодиагностики, кардиологии, пульмонологии, неврологии, диагностики хронических заболеваний и неотложных состояний. К началу 2021 года искусственный интеллект проанализировал 1,5 млн исследований. В 2021 году часть сервисов компьютерного зрения, успешно прошедших тестирование в рамках эксперимента, стала доступна врачам-рентгенологам из всех регионов России на бесплатной платформе HUB.

#### Голосовой ввод
Технологии распознавания речи и голосового заполнения заключений начали применяться в отделениях лучевой диагностики московских поликлиниках в 2020 году. Голосовой ассистент на основе искусственного интеллекта использует словари медицинской речи и распознает медицинские термины и выражения, включая аббревиатуры и сокращения, с точностью 97-98 %. Проект реализуется совместно с Центром речевых технологий. Для обучения голосового ассистента и повышения точности распознавания речи Центр диагностики и телемедицины в рамках пилотного проекта передал разработчикам 25 тыс. обезличенных протоколов из около 40 медицинских учреждений. В общей сложности в систему было передано более 2,6 млн медицинских протоколов.

#### Московские скрининги
Скрининговые программы для раннего выявления рака молочной железы при помощи маммографии и рака легкого методом низкодозной компьютерной томографии проводятся с 2017 и 2018 года соответственно. За пилотный период городской программы «Московский скрининг рака легкого» было сделано более 11,5 тыс. НДКТ, по результатам которых были направлены к онкологу 376 человек и выявлено 308 верифицированных случаев заболевания. Пилотный проект «Московский скрининг рака молочной железы» позволил выявить 79 случаев заболевания по результатам более 18 тыс. маммографий и 1,3 тыс. дообследований.
Журнал Digital Diagnostics
Научный рецензируемый медицинский журнал, посвященный вопросам лучевой диагностики и смежным областям медицины, применению информационных технологий в здравоохранении. Издается с 2020 года, периодичность выхода — 4 раза в год. Главный редактор — Валентин Евгеньевич Синицын.
Предназначен для ученых и врачей, специализирующихся на цифровых методах диагностики: специалистов по лучевым и инструментальным методам диагностики, врачей-кибернетиков, медицинских физиков, рентгенолаборантов, специалистов по информационным технологиям, специалистов смежных направлений.
Все статьи публикуются на 3 языках: русском, английском и китайском (перевод осуществляется издательством). Полные тексты статей открыты по лицензии CC-BY NC ND 4.0 International.
С 2021 года под эгидой журнала проводится одноимённая научная конференция.
Методические рекомендации
- Новая коронавирусная инфекция (COVID-19): этиология, эпидемиология, клиника, диагностика, лечение и профилактика[51]
- Применение шкалы BI-RADS при ультразвуковом исследовании молочной железы[52]
- Руководство для рентгенолаборантов по выполнению протоколов исследований на компьютерном томографе[53]
- Ультразвуковые методы исследований в педиатрии[54]
- Рекомендации по проведению и описанию исследований ПЭТ/КТ, проводимых за счет средств МГФОМС[55]